# Puccinia oxyriae
Puccinia oxyriae är en svampart som beskrevs av Fuckel 1875. Puccinia oxyriae ingår i släktet Puccinia och familjen Pucciniaceae.   Inga underarter finns listade i Catalogue of Life.